# Кінні гренадери імператорської гвардії
Кінні гренадери Імператорської гвардії (фр. Grenadiers à cheval de la Garde impériale) — елітний підрозділ, сформований Наполеоном відразу після приходу до влади з частей Гвардії Директорії (Garde du Directoire). Полк являвся із ключових елементів Імператорської гвардії, і разом з пішими єгерями, пішими гренадерами та кінними єгерями, входив до складу Старої гвардії. Був розформований відразу після другої реставрації Бурбонів.

## Формування
У жовтні 1796 року французький уряд вирішив включити кінний підрозділ до складу гвардії Директорії. Загін складався з двох рот, чисельністю 112 чоловік. У 1797 році підрозділ перейменували у кінних гренадер. В цей час «гренадери» більше не застосовували гранати в бою, але назва залишилася, і використовувалась для позначення елітних підрозділів. Гвардійці брали активну участь в приході Наполеона до влади, після чого стали складовою частиною новоствореної консульскої гвардії.

## Історія полку
- 28 листопада 1799 року — кінні гренадери Гвардії консулів (фр. Grenadiers à cheval de Garde des consuls);
- 18 березня 1802 року — полк кінних гренадер Консульської гвардії (Regiment de grenadiers à cheval de la Garde consulaire);
- 18 травня 1804 року — полк кінних гренадер Імператорської гвардії Regiment de grenadiers à cheval de la Garde imperiale;
- 12 травня 1814 року — розформований королівським ордонансом під час першої реставрації;
- 8 квітня 1815 року — полк кінних гренадер Імператорської гвардії фр. Regiment de grenadiers à cheval de la Garde imperiale;
- 25 листопада 1815 року — остаточно розформовано королівським ордонансом.

## Умови до кандидатів
1. Участь не менш ніж в трьох кампаніях, з 1802 року — в 4-х кампаніях.
2. Мати «нагороди, які даються сміливцям за відміну в бою або отримати бойові рани».
3. Бути на дійсній військовій службі.
4. Мати зріст менше 180 см.
5. Відрізнятися бездоганною поведінкою протягом всієї попередньої служби.

Імператорський декрет від 29 липня 1804 року підтвердив багато в чому ці вимоги, однак дещо пом'якшив пункти, які стосуються фізичним даним кандидатів: відтепер для вступу до лав гренадер досить було мати зріст 176 см. Більш «м'яким» стало умова наявності в послужному списку кампаній: потрібно мати за плечима лише два військових походи.

## Організація полку
- За декретом від 29 липня 1804 року полк мав чотири 2-ротних ескадрону;
- 17 вересня 1805 року до полку був доданий ескадрон велітів● 4-ротного складу, до кінця року ще один, в 1806 році з них утворили два 2-ротних ескадрони, 5-й і 6-й;
- в 1809 році з велітів утворили ще один 2-ротний ескадрон;
- 1 серпня 1811 року наказано сформувати 5-й ескадрон, а декретом від 10 січня 1813 року утворені нові, 5-й і 6-й ескадрони, складені з «других кінних гренадерів», або ескадрони Молодої гвардії, тоді як перші чотири залишалися підрозділами Старої гвардії;
- в період Ста днів полк був відновлений зі штатом в чотири 2-ротних ескадрони.

## Командування полку

###### Командири полку в званні полковника гвардії
- генерал Жан-Батист Бессьєр 2 грудня 1799 — 18 липень 1800
- генерал Мішель Орденер 18 липня 1800 — 20 травня 1806
- генерал Фредерік-Анрі Вальтер 20 травня 1806 — 24 листопада 1813
- генерал Клод-Етьєн Гюйо 1 грудня 1813 — 25 листопада 1815

###### Заступники командира полку в званні майора гвардії
- Бертран Кастекс 9 лютого 1813 — 22 липень 1814
- Жан-Батист Жамен 16 березня 1814 — 18 червень 1815
- П'єр Шастель 16 лютого 1807 — 26 квітень 1812
- Антуан Ульє 2 вересня 1803 — 5 листопада 1804
- Ізидор Екзельман 9 липня 1812 — 9 вересня 1812
- Луї Левек де Лаферрьер 9 лютого 1813 — 16 березень 1814
- Луї Лепік 21 березня 1805 — 9 лютого 1813

## Битви і кампанії
- Маренго — 14 червня 1800
- Ульм 14 — 20 жовтня 1805
- Аустерліц — 2 грудня 1805
- Прейсиш-Ейлау — 8 лютого 1807
- Фридланд — 14 червня 1807
- Повстання в Мадриді[en] — 2 травня 1808
- Ваграм — 6 липня 1809
- Бородіно — 7 вересня 1812
- Березина — 28 листопада 1812
- Ковно — 13 грудня 1812
- Лютцен[en] — 1813
- Лейпциг — 1813
- Ханау[en] — 1813
- Бар-сюр-Об[en] — 1814
- Брієнн — 1814
- Ла-Ротьер[en] — 1814
- Монміраль[en] — 11 лютого 1814
- Шато-Тьєррі[en] — 12 лютого 1814
- Вошан[en] — 14 лютого 1814
- Краон[en] — 7 березня 1814
- Лаон[en] 9 — 10 березня 1814
- Арсі-сюр-Об 20 — 21 березня 1814
- Реймс[en] — 1814
- Ліньі — 16 червня 1815
- Ватерлоо — 18 червня 1815

## Почесні битви, вказані на прапорі полку 1815 року
- Marengo 1800
- Austerlitz 1805
- Ulm 1805
- Iena 1806
- Eylau 1807
- Friedland 1807
- Essling 1809
- Ekmull 1809
- Wagram 1809
- Smolensk 1812
- La Moskowa 1812
- Vienne, Berlin, Madrid et Moscou.